# I Give It a Year
I Give It a Year is een Britse romantische komedie uit 2013, geregisseerd en geschreven door Dan Mazer. De film ging op 17 januari in première op het Festival international du film de comédie de l'Alpe d'Huez waar hij de Grand Prix won.

## Verhaal
Nat en Josh zijn gelukkig getrouwd, maar vrienden en familie denken al op de bruiloft dat het huwelijk niet lang stand houdt. Als ze allebei na negen maanden al iets voelen voor een ander, proberen ze toch te vechten voor hun relatie, omdat ze vinden dat al het te vroeg is om hun huwelijk op te geven. Als ze precies één jaar getrouwd zijn, gaan ze dan toch op hun gevoel af naar de ware liefde.

## Rolverdeling
| Acteur           | Personage |
| ---------------- | --------- |
| Rose Byrne       | Nat       |
| Rafe Spall       | Josh      |
| Anna Faris       | Chloe     |
| Simon Baker      | Guy       |
| Stephen Merchant | Dan       |
| Minnie Driver    | Naomi     |
| Jason Flemyng    | Hugh      |
| Olivia Colman    | Linda     |